# 医学用語
医学用語（いがくようご、英: medical terminology）は、人体の構成要素、その経過、人体に影響を及ぼす状態、および人体に対して行われる処置のすべてを、正確に記述するために使用される言語である。医学用語は、医療分野で用いられる。

## 概要
2023年現在、日本の医療分野でカルテ記載や論文執筆に用いられる言語は主として日本語と英語であり、解剖学などにおいてはラテン語が補足的に用いられる。戦前は日本の医学がドイツ医学の影響を強く受けていたためにドイツ語が多く用いられたが、現在では稀となっている。医療関係者のいわゆる業界用語にドイツ語由来の用語が用いられるに留まる。
現在学術的に主流となっている、英語の医学用語、すなわち医学英語は非常に規則的な言語学上の形態論を持っており、異なる語根に意味を付加するために同じ接頭辞や接尾辞が使用される。用語の語源は、臓器、組織、または病状を指すことが多い。例えば、高血圧 (hypertension)という疾患では、接頭語の「hyper-」は「高い」「超える」を意味し、語源の「tension」は圧力を意味するため、「hypertension」は血圧が異常に高いことを意味する言葉である。語根、接頭辞、接尾辞はギリシャ語やラテン語に由来するものが多く、英語由来とはかなり異なる場合が多い。このような規則的な形態論は、一度それなりの数の形態素を学習すれば、これらの形態素から組み立てられた非常に正確な用語を理解することが容易になることを意味する。医学用語の多くは解剖学用語であり、身体の様々な部位の名称に関係している。